# Fissure orbitaire inférieure
La fissure orbitaire inférieure (ou fente sphéno-maxillaire) est une fissure osseuse de la cavité orbitaire permettant la communication entre la fosse infratemporale et l'orbite.

## Description
Son bord supérieur est formé par une crête de la grande aile de l'os sphénoïde.
Son bord inférieur est formé par le processus orbitaire de l'os palatin et le bord latéral de la face orbitaire de l'os maxillaire.
Elle est oblique en avant et en dehors et est limitée à l'avant par l'os zygomatique.

## Rôle
Elle permet le passage :
- du nerf zygomatique, branche du nerf maxillaire ;
- des branches ascendantes du ganglion ptérygopalatin
- des vaisseaux infra-orbitaires, qui descendent du canal infra-orbitaire et sortent par le foramen orbitaire ;
- de la veine ophtalmique inférieure.

## Images

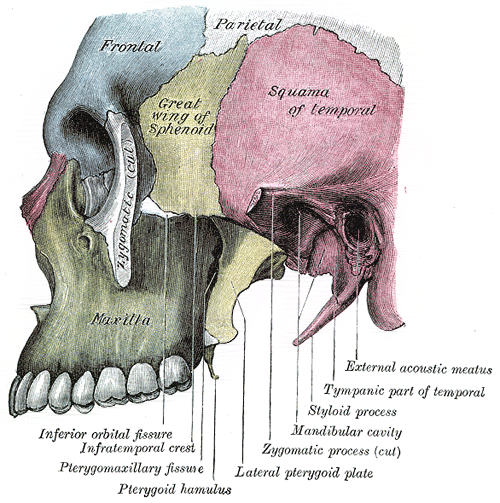
Fosse infratemporale gauche.
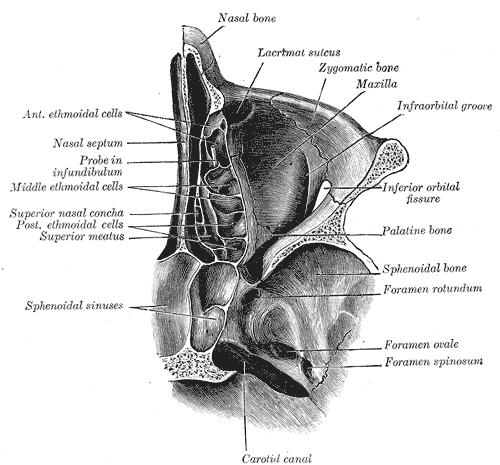
Coupe horizontale des cavités nasales et orbitales.
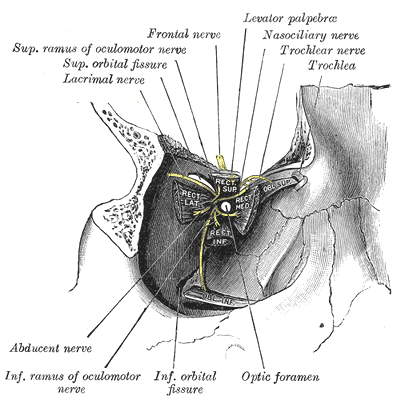
Dissection montrant les origines des muscles oculaires droits et des nerfs pénétrant par la fissure orbitaire supérieure.
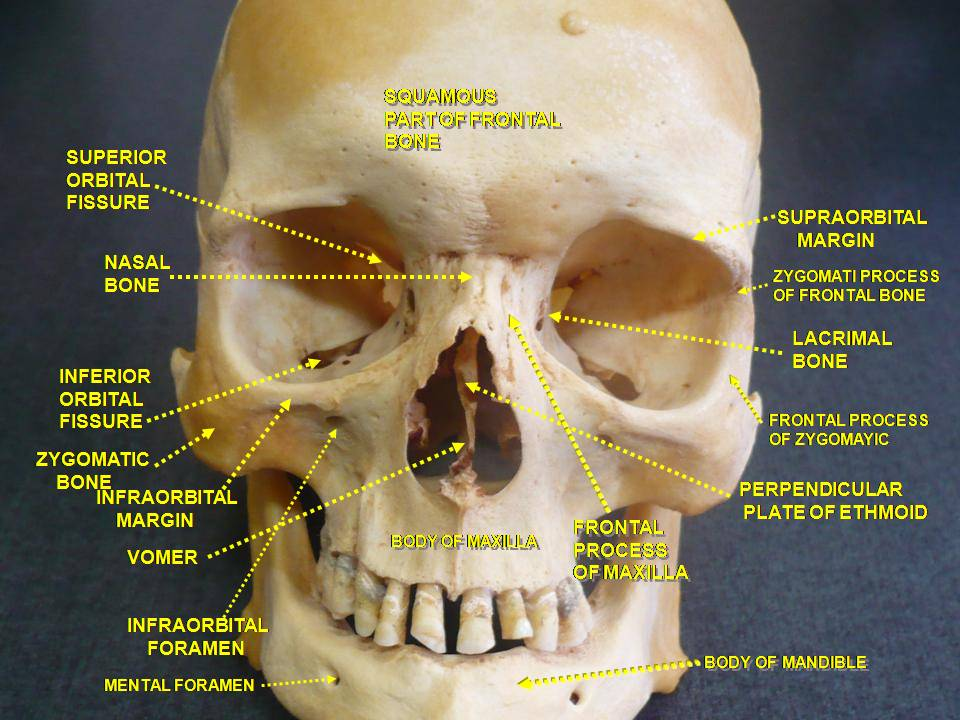
Fissure orbitaire inférieure.